# Dolmen de Pedra Moura
Le dolmen de Pedra Moura (dolmen de la Pierre maure, en français) est un dolmen situé dans la paroisse d'Aldemunde de la commune de Carballo, dans la province de La Corogne, en Galice, en Espagne. Il a été déclaré Bien d'intérêt culturel en 2011, sous la cote GA15019009.

## Description
Ce dolmen mesure environ 3,20 × 2,40 m. Il est très endommagé : la chambre funéraire a disparu et les orthostates ont été déplacés. Seuls deux sont à leur emplacement d'origine et seuls subsistent cinq des sept orthostates qui le composaient à l'origine. Le plus grand atteint 2,30 m de hauteur.

## Art rupestre
On voit des traces de peintures rupestres sur les dalles. Les traces rouges et noires, sur un fond blanc, ont été datées au carbone 14 entre 3960 et 3640 av. J.-C.

## Folklore
Selon la légende, la pierre aurait été apportée par une femme maure, qui l'aurait portée sur sa tête alors qu'elle tournait sur un rocher et allaitait un bébé.

## Galerie

Dolmen de Pedra Moura
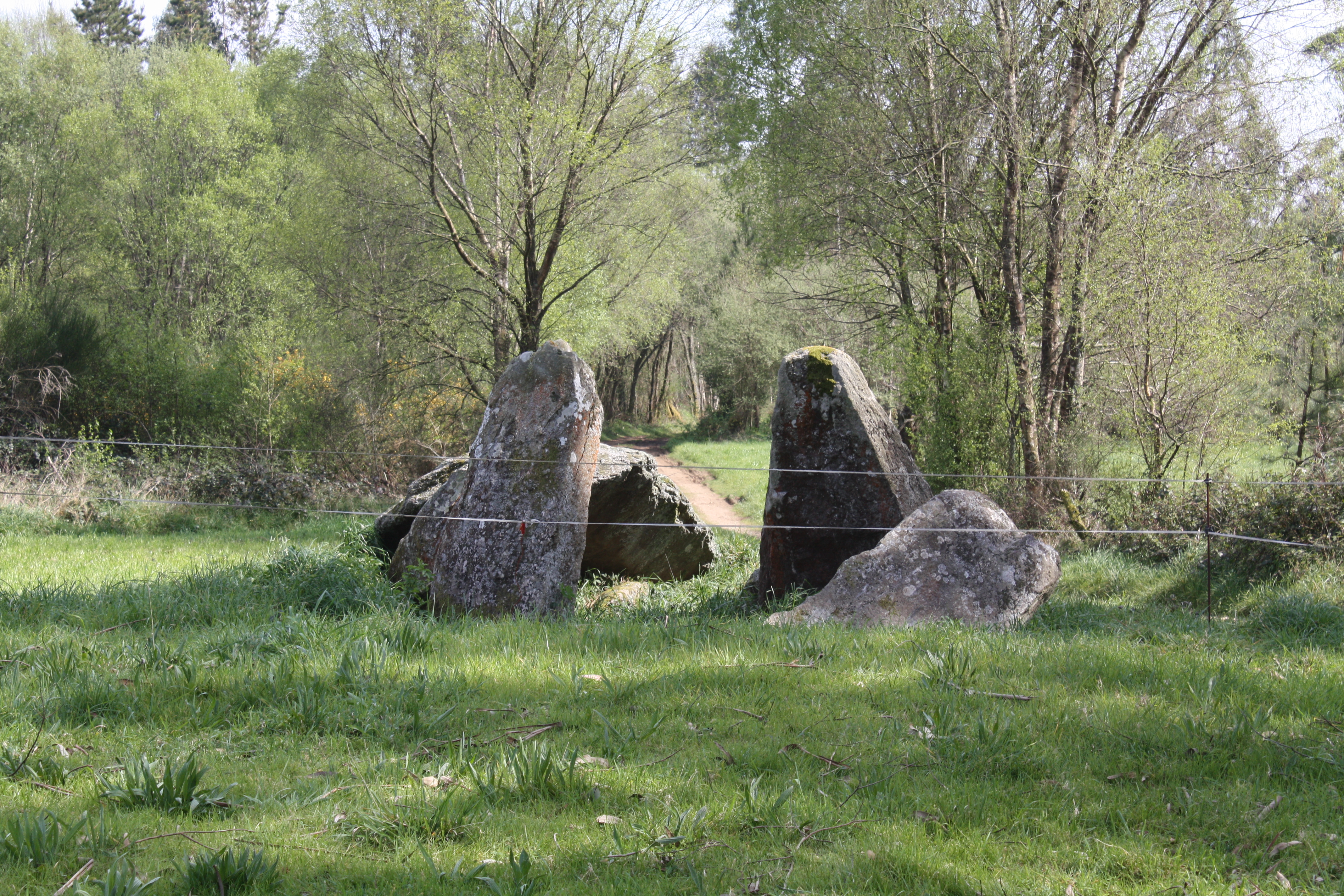
Vue 1
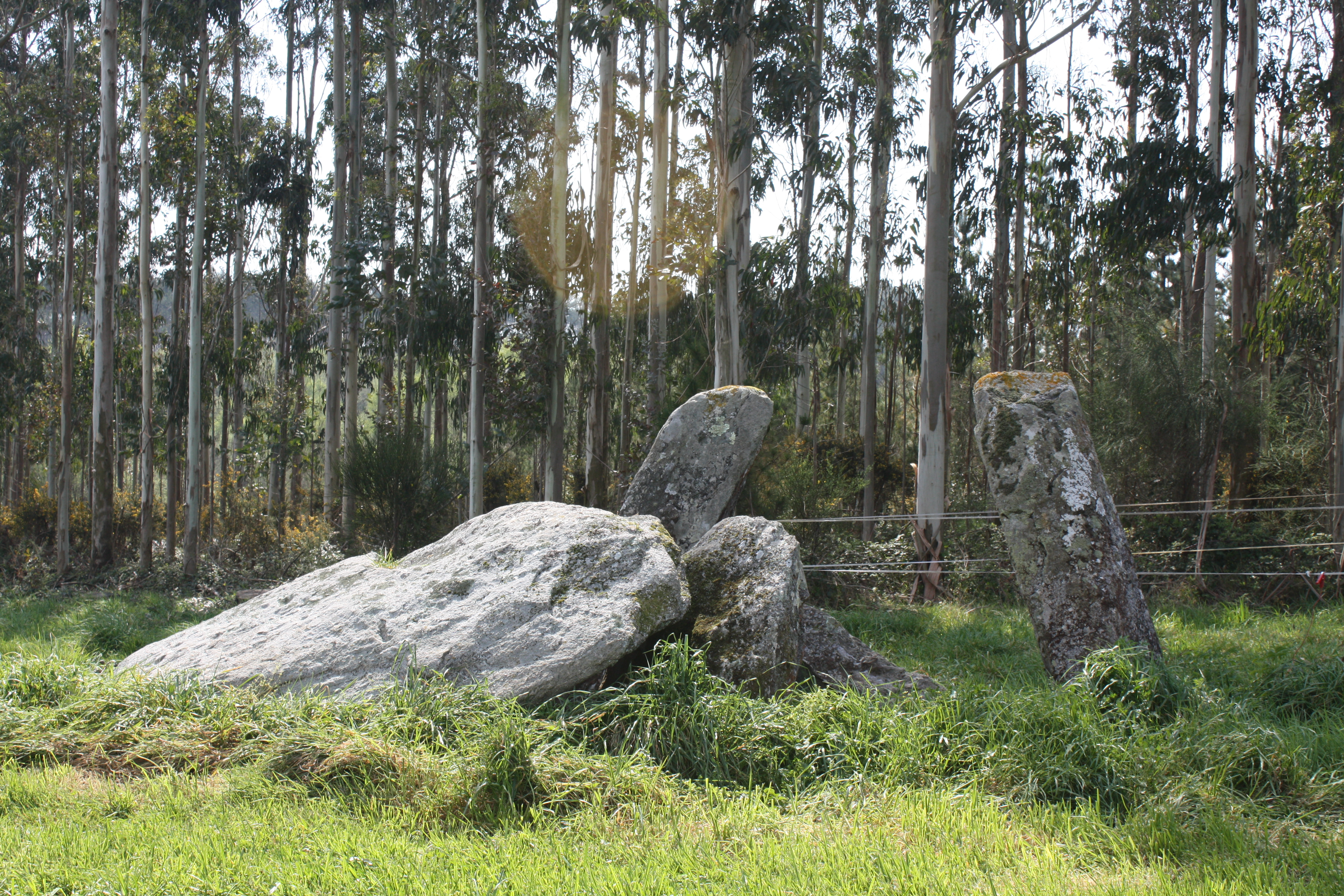
Vue 2